# زمین‌لرزه فوریه ۲۰۰۳ چین
زمین‌لرزه چین  در تاریخ ۲۴ فوریه ۲۰۰۳ میلادی، برابر با ‎۵ اسفند ۱۳۸۱، ساعت ۲:۰۳:۴۱ به زمان یوتی‌سی در چین رخ داد. ژرفای این زلزله ۱۴ کیلومتر بود، و بزرگی آن ۶٫۳ در مقیاس Mw اعلام شده‌است. زمین‌لرزه به وقت محلی در روز دوشنبه، ساعت ۱۰ روی داده و منطقه زمانی آن یوتی‌سی +۸ بوده‌است .
سازمان زمین‌شناسی آمریکا نیز رومرکز این زمین‌لرزه را در مختصات ۳۹°۳۷′شمالی ۷۷°۱۴′شرقی / ۳۹٫۶۱°شمالی ۷۷٫۲۳°شرقی و ژرفای آنرا در ۱۱ کیلومتر گزارش کرده‌است. بزرگی برگزیدهٔ این سازمان از میان بزرگیهای محاسبه‌شدهٔ مختلف ۶٫۳ در مقیاس Mw بوده و از دید اثر، در میان چهار دسته‌بندی «نامحسوس»، «محسوس»، «زیان‌آور» یا «با تلفات»، زلزله را «با تلفات» اعلام کرده‌است.۷۱۰۰۰ ساختمان در زمین‌لرزه خراب شده‌است.
پروژهٔ «تنسور گشتاور مرکزوار» زاویه‌های (راستا، شیب، ریک) گسل سازندهٔ زمین‌لرزه و صفحه عمود بر آنرا (°۲۳۹، °۳۳، °۶۲) یا (°۹۲، °۶۱، °۱۰۷) و نوع گسل را «معکوس» فرارسانده‌است.
شمار کشتگان زلزله حدود ۲۶۱ نفر بوده‌است.تعداد زخمیان ۴۰۰۰ نفر برآورده شده‌است.بی‌خانمان شدگان نیز ۳۰۰۰ نفر اعلام شده‌است.